# Павлов, Николай Михайлович
Никола́й Миха́йлович Па́влов (30 октября [11 ноября] 1835 — 7 [20] марта 1906) — русский писатель, историк, публицист.

## Биография
Родился 30 октября (11 ноября) 1835 года в дворянской семье в Московской губернии.
Образование получал в 4-й московской гимназии (1852) и на юридическом факультете Московского университета (1856).
На литературном поприще дебютировал, опубликовав семь стихотворений в журнале «Русский вестник» (1856, Т. 2, № 3). Вскоре за этим последовала автобиографическая повесть «Годы в школе» и другие произведения в прозе. Павлов с юных лет был близок к кругу славянофилов (его крёстным отцом был С. Т. Аксаков), что оказало влияние на его мировоззрение. Он сотрудничал со славянофилами, публикуя статьи в их изданиях, участвуя в полемике. Павлов под псевдонимом Н. Бицын печатался в «Русском вестнике», «Московских ведомостях», «Дне», «Москве» и «Руси». В 1888 году публицистические и критические статьи Павлова были изданы в книге «Наше переходное время», в качестве приложения к «Русскому архиву».
Николай Павлов считал в корне ошибочными преобразования Петра I и видел многие беды современной ему России в них. Воздавая должное появлению в результате реформ Петра общественных деятелей — «истинного плода образованности», он критиковал отход от традиционного уклада жизни, привнесение в русскую жизнь чуждого и наносного. Его взгляд на историю часто противоречил официальной теории, позиция по некоторым вопросам вызывала споры, но его масштабные исторические труды «Русская история от древнейших времен. Первые пять веков родной старины (862—1362)» и «Русская история до новейших времен. Вторые пять веков первого тысячелетия (1362—1862)» были по достоинству оценены общественностью, получили признание со стороны научного сообщества. По указу Николая II Павлову было назначено пособие от Министерства финансов на продолжение издания.
По мнению Павлова преобладающий дух времени противодействовал появлению глубоких, всеобъемлющих по мысли произведений, вызывал к жизни публицистические однодневки. Так Павлов оценивал романы В. П. Клюшникова, А. Ф. Писемского, «Отцы и дети» И. С. Тургенева (делая исключение для фигуры Базарова). Он считал, что даже Пушкин и Гоголь были бессильны воплотить тот искомый идеал («русский мир и быт как положительное в Божьем мире явление»), который Павлов ставил в основание оценки явлений литературы и который, в его понимании, имманентен живой действительности. А вот «Семейной хронике» С. Аксакова Павлов отводил особое место, считая её началом нового периода русской литературы. Как и многие славянофилы, Павлов высоко оценивал творчество Н. С. Кохановской.
В 1905 году Павлов занялся политической деятельностью. Совместно с В. О. Ключевским он принимал участие в составлении проекта созыва Государственной думы, выступил одним из инициаторов создания монархической организации «Союз русских людей», публиковал статьи со своей оценкой происходящих в стране событий.
Умер 7 (20) марта 1906 года.

## Сочинения
исторические
- Правда о Лжедимитрии — М., 1865. (М.: Унив. типография, 1886)
- Наше переходное время. — М., 1888.
- Русская история от древнейших времен. 862—1362. Т. 1—3. — СПб., 1896—1900.
- Слово о полку Игореве. — М., 1902.
- Русская история до новейших времен. 1362—1862. Т. 1—2. — СПб., 1902—1904.
- В начале XX века. — М., 1905.
- Ломка крестьянского быта. — Харьков, 1905.
- О значении «выборных» по русскому народному воззрению. — Харьков, 1905.
- Правда о современной неправде. — М., 1905.
- Ученый труд проф. Грушевского «Очерк истории украинского народа». (Рецензия). — Харьков, 1905.
- О нашем современном положении. — М., 1906.

художественные
- Смута. (1608—1612 г.): Народная быль в 5 д. / Н. Бицын [псевд.]. - М.: тип. Т. Риса, 1867.
- Царский сокольник: Историч. повесть из времен Алексея Михайловича в 3-х ч. / Соч. Н. М. Павлова. — М.: типо-лит. И.Н. Кушнерев и К°, 1904.